# Bahnstrecke Přelouč–Prachovice/Vápenný Podol
| |                      |                                                           |                                                           |
| Kursbuchstrecke (SŽ): | 015                  |                                                           |                                                           |
| Streckenlänge: | 21,24 km             |                                                           |                                                           |
| Spurweite: | 1435 mm (Normalspur) |                                                           |                                                           |
| Streckenklasse: | C4                   |                                                           |                                                           |
| Maximale Neigung: | 26 ‰                 |                                                           |                                                           |
| Streckengeschwindigkeit: | 50 km/h              |                                                           |                                                           |
| |                      |                                                           |                                                           |
| \| \| \| von Praha Masarykovo n. (vorm. k.k. Nördliche Staatsbahn) \| \| \| \| 0,000 \| Přelouč \| 215 m \| \| \| \| nach Česká Třebová (vorm. k.k. Nördliche Staatsbahn) \| \| \| \| 3,147 \| Valy u Přelouče zastávka \| 220 m \| \| \| 5,003 \| Veselí u Přelouče \| 225 m \| \| \| 8,514 \| Choltice \| 235 m \| \| \| 9,915 \| Jeníkovice \| 250 m \| \| \| \| von Borohrádek (vorm. LB Chrudim–Holitz) \| \| \| \| 13,490 \| Heřmanův Městec \| 280 m \| \| \| 16,300 \| Kostelec u Heřmanova Městce-Písník \| 340 m \| \| \| 17,352 \| Kostelec u Heřmanova Městce \| 355 m \| \| \| \| vlečka Správa státních hmotných rezerv \| \| \| \| \| Tasovice \| \| \| \| \| odb. Tasovice \| \| \| \| \| \| \| \| \| \| Habřinka \| \| \| \| 21,500 \| Vápenný Podol \| Vápenný Podol \| \| \| \| vlečka Cemex \| \| \| \| 19,856 \| Prachovice \| 425 m \| \| \| 21,160 \| Prachovice \| 425 m \| \| \| 21,240 \| \| \| |                      |                                                           |                                                           |
| Strecke |                      | von Praha Masarykovo n. (vorm. k.k. Nördliche Staatsbahn) | von Praha Masarykovo n. (vorm. k.k. Nördliche Staatsbahn) |
| Bahnhof | 0,000                | Přelouč                                                   | 215 m                                                     |
| Abzweig geradeaus und nach links |                      | nach Česká Třebová (vorm. k.k. Nördliche Staatsbahn)      | nach Česká Třebová (vorm. k.k. Nördliche Staatsbahn)      |
| Haltepunkt / Haltestelle | 3,147                | Valy u Přelouče zastávka                                  | 220 m                                                     |
| Haltepunkt / Haltestelle | 5,003                | Veselí u Přelouče                                         | 225 m                                                     |
| Bahnhof | 8,514                | Choltice                                                  | 235 m                                                     |
| Haltepunkt / Haltestelle | 9,915                | Jeníkovice                                                | 250 m                                                     |
| Abzweig geradeaus und von links |                      | von Borohrádek (vorm. LB Chrudim–Holitz)                  | von Borohrádek (vorm. LB Chrudim–Holitz)                  |
| Bahnhof | 13,490               | Heřmanův Městec                                           | 280 m                                                     |
| Haltepunkt / Haltestelle | 16,300               | Kostelec u Heřmanova Městce-Písník                        | 340 m                                                     |
| Bahnhof | 17,352               | Kostelec u Heřmanova Městce                               | 355 m                                                     |
| Abzweig geradeaus und nach links |                      | vlečka Správa státních hmotných rezerv                    | vlečka Správa státních hmotných rezerv                    |
| ehemaliger Haltepunkt / Haltestelle |                      | Tasovice                                                  | Tasovice                                                  |
| ehemalige Blockstelle |                      | odb. Tasovice                                             | odb. Tasovice                                             |
| Strecke von links · Abzweig ehemals geradeaus und nach rechts |                      |                                                           |                                                           |
| Brücke über Wasserlauf · Brücke über Wasserlauf (Strecke außer Betrieb) |                      | Habřinka                                                  | Habřinka                                                  |
| Strecke · Kopfbahnhof Streckenende (Strecke außer Betrieb) | 21,500               | Vápenný Podol                                             | Vápenný Podol                                             |
| Abzweig geradeaus und nach rechts |                      | vlečka Cemex                                              | vlečka Cemex                                              |
| ehemaliger Bahnhof | 19,856               | Prachovice                                                | 425 m                                                     |
| Bahnhof | 21,160               | Prachovice                                                | 425 m                                                     |
| | 21,240               |                                                           |                                                           |

Die Bahnstrecke Přelouč–Prachovice mit dem einstigen Abzweig nach Vápenný Podol ist eine regionale Eisenbahnverbindung in Tschechien, die ursprünglich durch die priv. Österreichisch-ungarische Staatseisenbahngesellschaft (StEG) als staatlich garantierte Lokalbahn erbaut und betrieben worden ist. Sie verläuft von Přelouč über Heřmanův Městec nach Prachovice. Der Abzweig von Tasovice nach Vápenný Podol ist seit 1978 stillgelegt.

## Geschichte
Am 11. März 1881 wurde der StEG das Recht zum Baue und Betriebe der nachstehenden von ihrer nördlichen Hauptlinie abzweigenden als normalspurige Localbahnen auszuführenden Eisenbahnlinien: ... von einem Punkte nächst der Station Přelouč nach Hermanměstec, mit Abzweigungen von Hermanměstec nach Kalk-Podol und von Tassowitz nach Prachowitz... verliehen. Eröffnet wurde die Strecke am 18. Oktober 1882. Reiseverkehr wurde jedoch nur zwischen Přelouč und Kalkpodol abgewickelt, die Zweigbahn nach Prachovice wurde nur im Güterverkehr genutzt.

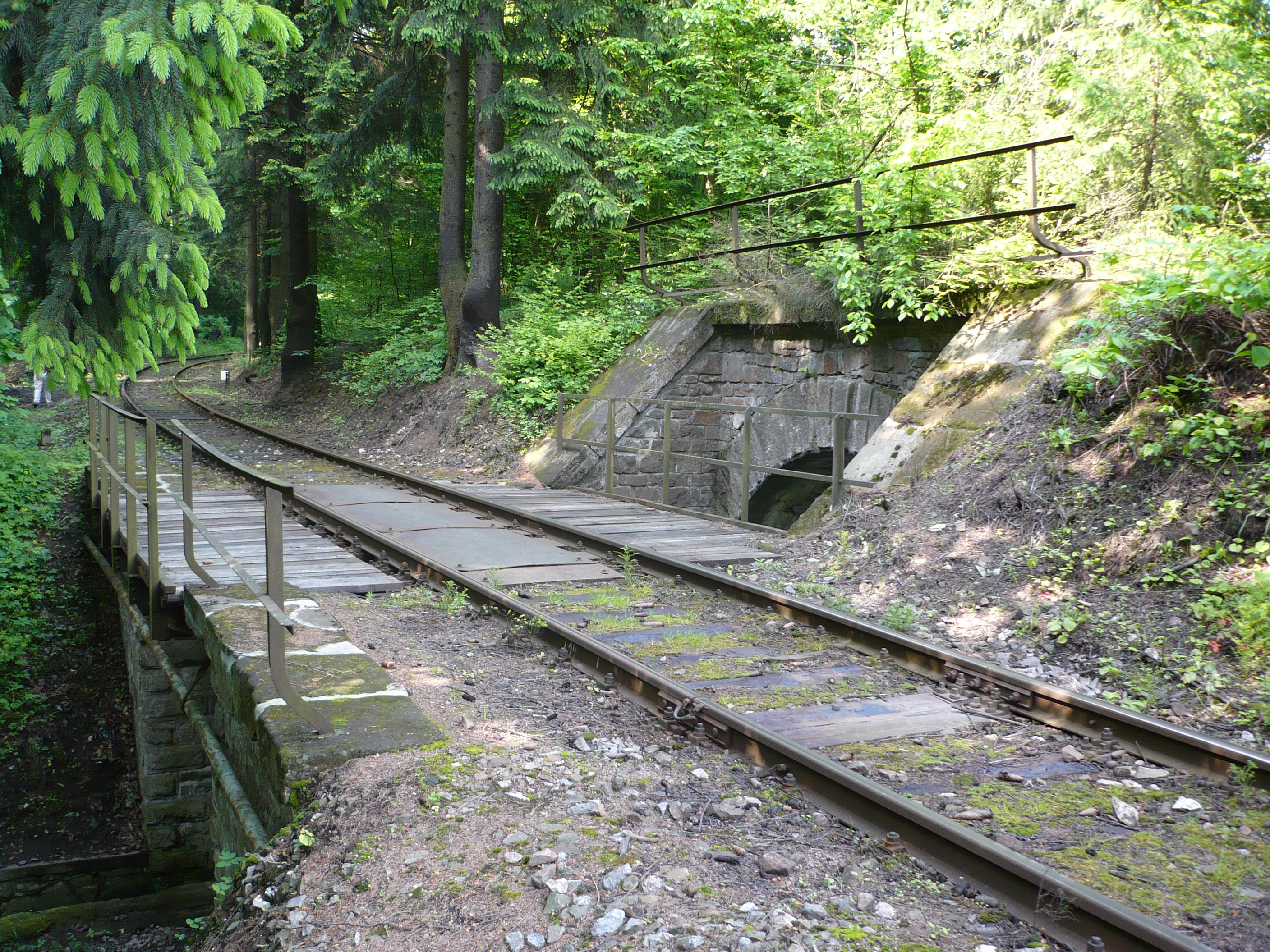
Ehemaliger Abzweig Tasovice: Links die bestehende Strecke nach Prachovice, rechts die stillgelegte Trasse nach Vápenný Podol (2010)

Nach der Verstaatlichung der StEG ging die Strecke am 1. Januar 1908 an die k.k. österreichischen Staatsbahnen kkStB über. Nach dem Ersten Weltkrieg traten an deren Stelle die neu gegründeten Tschechoslowakischen Staatsbahnen ČSD. Deren erster Fahrplan von 1919 verzeichnete täglich zwei Reisezugpaare zwischen Přelouč und Vápenný Podol. Die Fahrzeit über die 22 Kilometer Fahrstrecke betrug etwa zwei Stunden. Am 10. Juni 1920 nahmen die ČSD auch den Reiseverkehr nach Prachovice auf. Der Haltepunkt Veselí u Přelouče  wurde im Frühsommer 1944 eingerichtet.
Nach dem Zweiten Weltkrieg verlagerte sich der Verkehr dann immer mehr in Richtung Prachovice. In den 1970er Jahren entstand in Prachovice eine neue, moderne Zementfabrik. In diesem Zusammenhang wurde die Strecke modernisiert und bis zum heutigen Endpunkt in der Ortslage von Prachovice verlängert. Auf der ursprünglichen Verbindung nach Vápenný Podol verkehrten am 14. Januar 1977 letztmals Reisezüge, 1978 wurde die Strecke abgebrochen.
Am 1. Jänner 1993 ging die Strecke infolge der Dismembration der Tschechoslowakei an die neu gegründeten České dráhy (ČD) über. Seit 2003 gehört sie zum Netz des staatlichen Infrastrukturbetreibers Správa železniční dopravní cesty (SŽDC), heute: Správa železnic.
Der Fahrplan 2008 sah werktags insgesamt 13 tägliche Reisezugpaare vor, die in einem angenäherten Einstundentakt verkehrten. Zum Einsatz kommen ausschließlich die zweiachsigen Triebwagen der ČD-Baureihe 810.
Am 11. Dezember 2011 wurde der Personenverkehr zwischen Heřmanův Městec und Prachovice eingestellt.
Während einer Vollsperrung zwischen dem 21. April und 29. August 2025 soll die Strecke umfassend erneuert werden. Nach einer entsprechenden Ausschreibung erhielt ein Konsortium der Firmen Starmon, Brema, Monvia Morava sowie Chládek a Tintěra den Zuschlag mit einem Kostenrahmen von 718,9 Millionen Kronen. Einen zweiten Bewerber gab es nicht.